# جمعية جراحي العظام اليمنية
جمعية جراحي العظام اليمنية (بالإنجليزية: Yemeni Orthopedic Association)‏ هي جمعية علمية طبية يمنية لا تهدف إلى الربح. تأسست في 4 فبراير 2003 ـ بناء على موافقة نقابة الأطباء والصيادلة اليمنية ـ لتضم الأطباء اليمنيين العاملين بتخصص جراحة العظام. يوجد مقر الجمعية في العاصمة اليمنية صنعاء.

## وصلات خارجية
- الموقع الرسمي لجمعية جراحي العظام اليمنيين